# Sant Pere de Calella de Palafrugell
L'església de Sant Pere de Calella del municipi de Palafrugell (Baix Empordà) és un edifici inclòs en l'Inventari del Patrimoni Arquitectònic de Catalunya. La construcció va començar l'any 1884 i es beneí el 19 d'octubre del 1887.

## Descripció

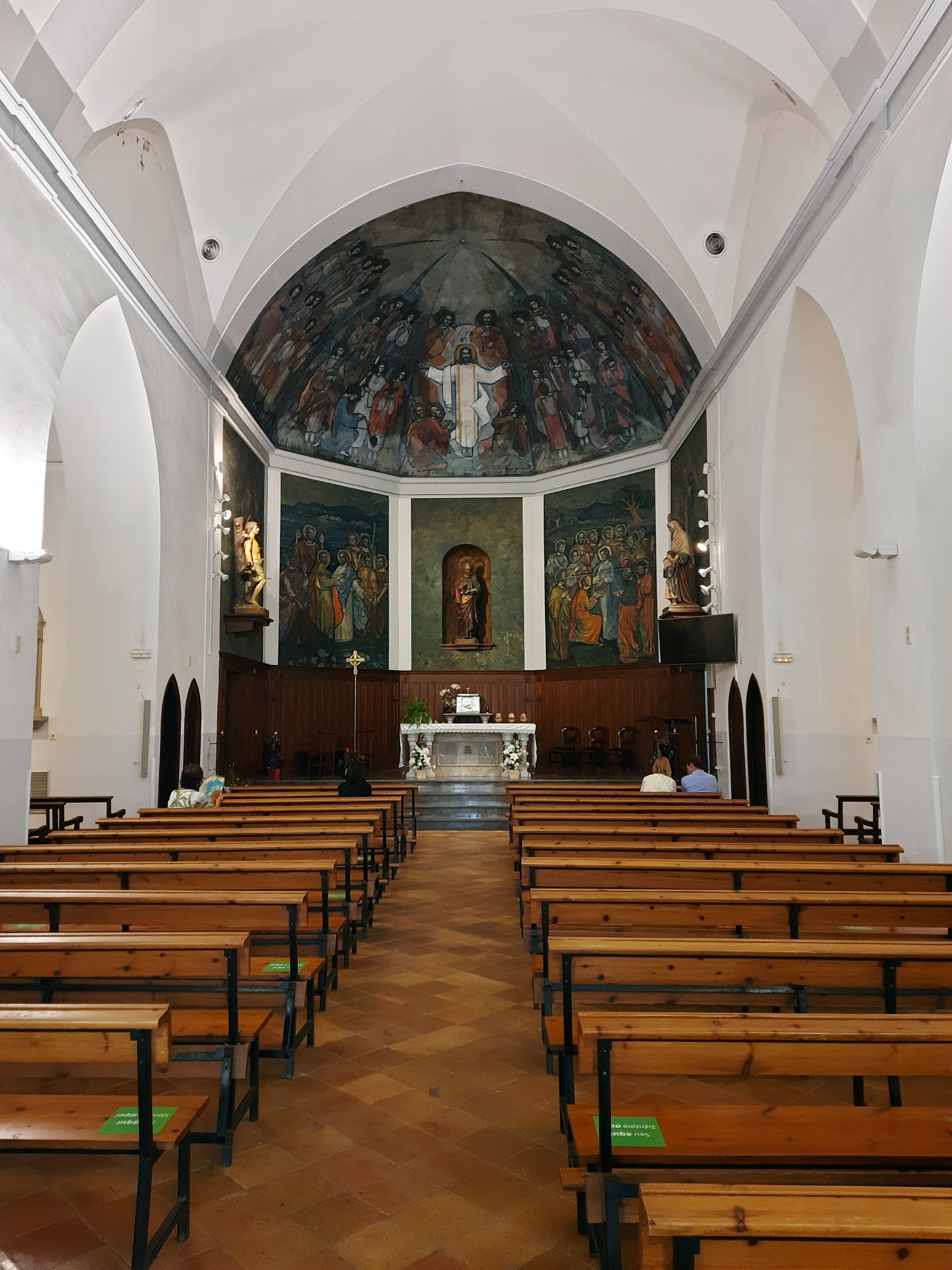

L'església de Sant Pere de Calella de Palafrugell, situada a la plaça de l'església, és un edifici de tipologia senzilla, d'una nau amb capelles laterals, absis poligonal i coberta de teula a dues vessants. La volta i els arcs formers són apuntats. Té cor als peus. Tot l'interior és emblanquinat. L'absis està presidit per una imatge de l'apòstol sant Pere, patró de la parròquia. Conté pintures murals del pintor Raimon Roca: a la volta, Crist triomfant, amb àngels i sants; en els murs la pesca miraculosa i la donació de les claus a Pere, ambdues en el paisatge de la costa de Calella. La porta d'accés és d'arc apuntat, amb timpà que conté una fornícula.
A la part superior hi ha un òcul i a la dreta una torre de base quadrada i obertures d'arc de mig punt, amb coberta de pavelló. A la banda esquerra s'eleva un petit campanar de paret d'un sol arc de mig punt. Les capelles laterals, tres per banda, presenten cobertes de teula a dues vessants perpendiculars a nau. A la banda esquerra hi ha, a més, el baptisteri.
A les capelles laterals pròximes a l'entrada hi ha dues grans teles, a l'oli, acadèmiques: sant Jaume, com a pelegrí, i sant Jordi vencedor del drac amb el fons de Montserrat. Aquests dos olis els pintà Antoni Utrillo l'any 1944.

## Història
L'edifici de l'església de Sant Pere de Calella de Palafrugell va ser construït durant el segle xix, en la mateixa època que el de Santa Rosa de Llafranc, amb el qual té una similitud estilística, ja que molts dels seus elements són d'inspiració medieval. A l'Arxiu Històric de Palafrugell se'n conserva el projecte de façana de Manuel Almeda, datat el 20 de setembre del 1884 i aprovat per l'Ajuntament en la sessió del 17 de gener del 1885.
El dia 25 de febrer van començar les obres és un terreny cedit per Narcís Codina Torró, amb l'aportació econòmica de Dorotea de Chopitea Villata, nascuda a Xile i casada amb un veí de Palafrugell. A la façana hi ha una placa amb la inscripció: "CONSTRUCTA 1898. AMPLIATA 1945". El mossèn Narcís Molla va ser escollit per ocupar-se de la parròquia de Calella des del setembre de 1889, i hi va continuar fins a la seva mort, el 1929. Gràcies a les seves gestions, es va aconseguir el permís per construir el cementiri de Calella de Palafrugell. Seguidament, mossèn Rafel Duran i Tubert (1892 –1991) fou rector de Calella de Palafrugell i Llafranc des del 25 de juliol de 1929 fins a la seva jubilació, el dia 1 de gener de 1975.
Fou molt ampliada l'any 1958 i posteriorment ha estat objecte de diversitat de reformes, entre les quals el remat del cloquer que restava inacabat. Des de l'inici l'església fou sufragània de la parròquia de Palafrugell i servida per un beneficiat. Actualment és parròquia independent que té sufragània l'església de Santa Rosa de Llafranc.